# Joseph Reynolds
Joseph Reynolds (* 14. September 1785 in Easton, New York; † 24. September 1864 in Cortland, New York) war ein US-amerikanischer Jurist und Politiker. Zwischen 1835 und 1837 vertrat er den Bundesstaat New York im US-Repräsentantenhaus.

## Werdegang
Joseph Reynolds wurde ungefähr zwei Jahre nach dem Ende des Unabhängigkeitskrieges im Washington County geboren. Er schloss seine akademische Studien ab. 1809 zog er nach Virgil. Dort ging er landwirtschaftlichen Tätigkeiten nach. Während des Britisch-Amerikanischen Krieges stellte er eine Schützenkompanie auf. Er stieg vom Major zum Brigadegeneral auf. Zwischen 1815 und 1837 war er als Friedensrichter tätig. Er saß 1818 in der New York State Assembly. Zwischen 1821 und 1839 war er Richter im Cortland County. Er wurde 1825 Supervisor in der Town von Cortlandville – ein Posten, den er bis 1835 innehatte. Politisch gehörte er der Jacksonian-Fraktion an.
Bei den Kongresswahlen des Jahres 1834 für den 24. Kongress wurde Reynolds im 22. Wahlbezirk von New York in das US-Repräsentantenhaus in Washington, D.C. gewählt, wo er am 4. März 1835 die Nachfolge von Samuel G. Hathaway und Nicoll Halsey antrat, welche zuvor zusammen den 22. Distrikt im US-Repräsentantenhaus vertraten. Er schied nach dem 3. März 1837 aus dem Kongress aus.
1864 war er der erste Präsident der Village von Cortland. Er verstarb dort während des Bürgerkrieges und wurde dann auf dem Cortland Rural Cemetery beigesetzt.